# Barks
A BARKS (バークス) japán zenei hírportál, melyet a BARKS Co., Ltd. (株式会社BARKS) üzemeltet.

## Története
2000. április 1-jén az amerikai székhelyű Launch Media Launch Japan (ロンチ・ジャパン) néven megalapította a japán kirendeltségét, majd megnyitották a BARKS elődjének tekinthető Launch Japan weboldalt. A weblap főszerkesztőjének Karaszuma Tecuját, a T.V. japán rockegyüttes egykori szólógitárosát és a Young Guitar magazin egykori főszerkesztőjét nevezték ki. 2001. május 14-én BARKS név alatt indították újra a weboldalt, anyacégét átnevezték BARKS Co., Ltd.-re (株式会社BARKS), mely a Softbank Media & Marketing teljes tulajdonú leányvállalata lett. 2004. március 1-jén a BARKS Co., Ltd. egybeolvadt a Softbank Media & Marketinggel. 2004. április 27-én a weblap tartománynevét „www.barks.co.jp”-ről „www.barks.jp”-re cserélték. 2005. augusztus 15-én a Softbank Media & Marketing egybeolvadt két leányvállalatával, létrehozva a Softbank Creative-t. 2008. április 1-jén a Barks a Softbank Creative-tól átkerült az ITmediához, melyet így az ITmedia vezetett tovább. 2012. március 31-én átkerült a Barks vezetése az ITmediától a Global Plushoz. 2012 novemberében ismét megalapították a BARKS Co., Ltd. (株式会社BARKS) céget.